# Protaetia mandschuriensis
Protaetia mandschuriensis es una especie de escarabajo del género Protaetia, familia Scarabaeidae. Fue descrita científicamente por Schurhoff en 1933.
Especie nativa de la región paleártica. Habita en Siberia y Corea.